# Luis Mena
Luis Mena Vado est un militaire et homme politique nicaraguayen. Il fut président du Nicaragua par intérim entre le 27 et le 30 août 1910, pendant la période troublée qui suit la chute du gouvernement du général José Santos Zelaya.

## Biographie
Le général Luis Mena est une figure éminente du Parti conservateur et l'un des héros militaires de la Révolution de la Côte Atlantique contre la dictature de Zelaya.
Cependant les accords entre les rebelles l'écartent de la succession présidentielle, la préférence étant donnée au libéral, Juan José Estrada et aux conservateurs l'habile Adolfo Diaz et le général Emiliano Chamorro.
Le 7 octobre 1911, la nouvelle Assemblée constituante est élue et les résultats confirment le contrôle politique de Luis Mena sur la scène nationale. En janvier 1912, l'Assemblée désigne le général Luis Mena comme Président de la République pour la période à venir 1913-1917.
Le 29 juillet 1912, le président encore en fonction, Adolfo Diaz, écarte Luis Mena au poste de chef de l'armée et nomme à sa place le général Emiliano Chamorro. Mena prend alors les armes et associé au général Benjamin Zeledo déclenche une guerre civile, connue sous le nom de guerre de Mena.
Adolfo Diaz a le soutien des États-Unis.
Mena organise son armée à Grenada. Les libéraux le soutiennent espérant un retour politique de leur parti, et considérant de toute façon que la tendance Mena est moins droitière et nationaliste que le président en poste.
Partis de Granada, les troupes de Mena occupent Masaya prise sans résistance. Un détachement est envoyé sur Tipitapa où les forces de Diaz subissent une défaite. L'armée d'environ 1 200 hommes marche alors sur Managua. L'attaque commence le 5 août avec un bombardement féroce et prolongé de la capitale. Le général Emiliano Chamorro commande la défense de la ville. Mena échoue devant la capitale et doit se retirer le quatrième jour. Il est définitivement vaincu en septembre 1912 après une intervention américaine.